# Ozero Beloje (sjö i Belarus, Vitsebsks voblast, lat 55,78, long 29,66)
Ozero Beloje (ryska: Озеро Белое) är en sjö i Belarus.   Den ligger i voblasten Vitsebsks voblast, i den norra delen av landet, 250 km nordost om huvudstaden Minsk. Ozero Beloje ligger 152 meter över havet. Arean är 0,11 kvadratkilometer.
I omgivningarna runt Ozero Beloje växer i huvudsak blandskog. Runt Ozero Beloje är det glesbefolkat, med 10 invånare per kvadratkilometer.